# William Ramsay (lední hokejista)
William Beattie Ramsay (12. prosince 1895 – 30. září 1952) byl kanadský reprezentační hokejový obránce.
S reprezentací Kanady získal jen jednu zlatou olympijskou medaili (1924).

## Úspěchy
- ZOH – 1924